# Теорія випадкових процесів
Теорія випадкових процесів (стохастичне числення) — підрозділ математики (а саме теорії імовірностей), який займається вивченням випадкових процесів, їх властивостей та застосування. В рамках цієї теорії запроваджено концепцію інтеграла від випадкового процесу відносно випадкового процесу. Використовується для моделювання систем, які поводяться випадково.
Найвідоміший випадковий процес — Вінерівський процес (названо на честь американського математика Норберта Вінера), поширена також назва Броунівський рух, хоча Вінерівський процес є теоретичною категорією і використовується для моделювання Броунівського руху, що і зробив Альберт Ейнштейн. Також Вінерівський процес використовується для моделювання різного роду дифузійних процесів у фізиці. З 70х років 20 століття Вінерівський процес набув у фінансовій математиці для моделювання прибутків від акцій та інших похідних цінних паперів, а також відсоткових ставок за опціонами.

## Інтеграл Іто
Інтеграл Іто є центральним об'єктом вивчення стохастичного аналізу. Інтеграл {\displaystyle \int H\,dX} визначений для напівмартингалів X і локально обмеженого передбачуваного (адаптованого) процесу H.

## Інтеграл Стратоновича
Інтеграл Стратоновича напівмартингалу {\displaystyle X} по іншому напівмартингалі Y може бути визначений через інтеграл Іто як
{\displaystyle \int _{0}^{t}X_{s-}\circ dY_{s}:=\int _{0}^{t}X_{s-}dY_{s}+{\frac {1}{2}}\left[X,Y\right]_{t}^{c},}
де [X, Y]tc позначення для квадратичної коваріації неперервної частини Xз неперервною частиною  Y. Альтернативне позначення інтегралу Стратоновича
{\displaystyle \int _{0}^{t}X_{s}\,\partial Y_{s}.}